# (3392) Сэтоути
(3392) Сэтоути (лат. Setouchi) — астероид, относящийся к группе астероидов пересекающих орбиту Марса. Он был открыт 17 декабря 1979 года японскими астрономами Х. Косай и G. Sasaki в обсерватории Кисо и назван в честь японского города Сетоути, расположенного на берегу Внутреннего Японского моря.

Орбита астероида Сэтоути и его положение в Солнечной системе